# Герб Сколівського району
Герб Сколівського району — офіційний символ Сколівського району, затверджений 16 грудня 2003 р. рішенням сесії районної ради. 
24 квітня 2012 р. Сколівською районною радою рішенням № 204 внесено зміни до рішення № 150 від 16 грудня 2003 р. «Про затвердження великого і малого гербів, хоругви Сколівського району»[джерело?].

## Опис
На зеленому полі у підніжжі щита, на срібному тригорбі сидить золотий орел з розпростертими крилами й опущеною додолу головою; над орлом — бойківська золота розетка. Щит увінчує золотий геральдичний вінець з зубцями, стилізованими під ялинове дерево та букові листочки. Щитотримачі — двоє бойків у срібній одежі; з правого боку — з золотим топірцем, з лівого — княжич у кольчузі й червоному плащі та з мечем. На лазуровій девізній стрічці золотий напис «Сколівський район».